# صدف خادم
صدف خادم (مواليد 23 يناير 1995) هي ملاكمة إيرانية. خاضت أول قتال دولي لها في 14 أبريل 2019، حيث هزمت آن شوفين من فرنسا خادم هي أول ملاكمة منذ الثورة الإيرانية تشارك في مسابقة ملاكمة رسمية وأول إيرانية تفوز بمباراة رسمية.